# Nucras ornata
Espèce
Synonymes
- Teira ornata Gray, 1864

Nucras ornata est une espèce de sauriens de la famille des Lacertidae.

## Répartition
Cette espèce se rencontre en Tanzanie, au Malawi, en Zambie, au Botswana, en Namibie et en Afrique du Sud.

## Publication originale
- Gray, 1864 : Notes on some new lizards from south-eastern Africa, with the descriptions of several new species. Proceedings of the Zoological Society of London, vol. 1864, p. 58-62 (texte intégral).